# Sofia Assefa
Sofia Assefa Abebe (Addis Abeba, 14 novembre 1987) è una siepista etiope, medaglia di bronzo ai Giochi olimpici di Londra 2012.

## Progressione

### 3000 metri siepi
| Stagione | Risultato | Luogo          | Data      | Rank. Mond. |
| -------- | --------- | -------------- | --------- | ----------- |
| 2013     | 9'12"84   | Mosca          | 13-8-2013 | 3ª          |
| 2012     | 9'09"00   | Oslo           | 7-6-2012  | 4ª          |
| 2011     | 9'15"04   | Roma           | 26-5-2011 | 4ª          |
| 2010     | 9'20"72   | Bruxelles      | 27-8-2010 | 7ª          |
| 2009     | 9'19"91   | Oslo           | 3-7-2009  | 11ª         |
| 2008     | 9'31"58   | Atene          | 13-7-2008 | 29ª         |
| 2007     | 9'48"46   | Heusden-Zolder | 28-7-2007 | 59ª         |
| 2006     | 10'17"48  | Bilbao         | 1-7-2006  | 148ª        |

## Palmarès
| Anno | Manifestazione      | Sede           | Evento       | Risultato | Prestazione | Note                                     |
| ---- | ------------------- | -------------- | ------------ | --------- | ----------- | ---------------------------------------- |
| 2008 | Campionati africani | Addis Abeba    | 3000 m siepi | 4ª        | 10'05"73    |                                          |
| 2008 | Giochi olimpici     | Pechino        | 3000 m siepi | Batteria  | 9'47"02     |                                          |
| 2009 | Mondiali            | Berlino        | 3000 m siepi | 12ª       | 9'31"29     |                                          |
| 2010 | Campionati africani | Nairobi        | 3000 m siepi | Argento   | 9'32"58     |                                          |
| 2011 | Mondiali            | Taegu          | 3000 m siepi | 5ª        | 9'28"24     |                                          |
| 2012 | Giochi olimpici     | Londra         | 3000 m siepi | Argento   | 9'09"84     |                                          |
| 2013 | Mondiali            | Mosca          | 3000 m siepi | Bronzo    | 9'12"84     | Miglior prestazione personale stagionale |
| 2014 | Campionati africani | Marrakech      | 3000 m siepi | Argento   | 9'30"20     |                                          |
| 2015 | Mondiali            | Pechino        | 3000 m siepi | 4ª        | 9'20"01     | Miglior prestazione personale stagionale |
| 2015 | Giochi panafricani  | Brazzaville    | 3000 m siepi | Oro       | 9'51"30     |                                          |
| 2016 | Giochi olimpici     | Rio de Janeiro | 3000 m siepi | 5ª        | 9'17"15     |                                          |
| 2017 | Mondiali            | Londra         | 3000 m siepi | Batteria  | 9'40"88     |                                          |

## Campionati nazionali
2006
- Bronzo ai campionati etiopi, 3000 m siepi - 10'34"85

2009
- 7ª ai campionati etiopi, 3000 m siepi - 10'08"73

2012
- Argento ai campionati etiopi, 3000 m siepi - 9'45"2

## Altre competizioni internazionali
2008
- 14ª ai Bislett Games ( Oslo), 3000 m siepi - 9'49"18

2009
- 4ª alla World Athletics Final ( Salonicco), 3 000 siepi - 9'26"10
- Argento ai Bislett Games ( Oslo), 3000 m siepi - 9'19"91
- Bronzo al Golden Gala ( Roma), 3000 m siepi - 9'23"61

2010
- Bronzo in Coppa continentale ( Spalato), 3 000 siepi - 9'29"53
- Oro al Memorial Van Damme ( Bruxelles), 3000 m siepi - 9'20"72
- 4ª al Bauhaus-Galan ( Stoccolma), 3000 m siepi - 9'22"09
- 4ª ai Bislett Games ( Oslo), 3000 m siepi - 9'23"45
- 4ª al Golden Gala ( Roma), 3000 m siepi - 9'24"51
- Argento al Prefontaine Classic ( Eugene), 3000 m siepi - 9'30"05

2011
- Argento al Golden Gala ( Roma), 3000 m siepi - 9'15"04
- Argento all'Athletissima ( Losanna), 3000 m siepi - 9'20"50
- Bronzo al Memorial Van Damme ( Bruxelles), 3000 m siepi - 9'21"20
- Oro al Birmingham Grand Prix ( Birmingham), 3000 m siepi - 9'25"87
- Argento all'Adidas Grand Prix ( New York), 3000 m siepi - 9'27"37

2012
- Argento ai Bislett Games ( Oslo), 3000 m siepi - 9'09"00
- Argento al Prefontaine Classic ( Eugene), 3000 m siepi - 9'15"45
- Oro all'ISTAF Berlin ( Berlino), 3000 m siepi - 9'21"64
- Bronzo al Meeting de Paris ( Parigi), 3000 m siepi - 9'29"57

2013
- Argento al Doha Diamond League ( Doha), 3000 m siepi - 9'14"61
- Argento al Memorial Van Damme ( Bruxelles), 3000 m siepi - 9'15"26
- Argento all'Athletissima ( Losanna), 3000 m siepi - 9'17"69
- Bronzo al Golden Gala ( Roma), 3000 m siepi - 9'21"24
- Oro al CrossCup de Hannut ( Hannut) - 20'40"

2014
- Oro al Prefontaine Classic ( Eugene), 3000 m siepi - 9'11"39
- Bronzo al Meeting de Paris ( Parigi), 3000 m siepi - 9'18"71
- 4ª al Bauhaus-Galan ( Stoccolma), 3000 m siepi - 9'22"02
- Argento allo Shanghai Golden Grand Prix ( Shanghai), 3000 m siepi - 9'25"76

2015
- Bronzo al Memorial Van Damme ( Bruxelles), 3000 m siepi - 9'12"63
- 6ª al Golden Gala ( Roma), 3000 m siepi - 9'23"04

2016
- 5ª al Meeting de Paris ( Parigi), 3000 m siepi - 9'13"09
- 5ª al Prefontaine Classic ( Eugene), 3000 m siepi - 9'18"16
- Argento ai Bislett Games ( Oslo), 3000 m siepi - 9'18"53
- Bronzo allo Shanghai Golden Grand Prix ( Shanghai), 3000 m siepi - 9'21"07
- 4ª al Bauhaus-Galan ( Stoccolma), 3000 m siepi - 9'27"73

2017
- Argento ai Bislett Games ( Oslo), 3000 m siepi - 9'17"34

2023
- 8ª alla Maratona di Amsterdam ( Amsterdam) - 2h23'33"